# Aplacentato
Un mammifero aplacentato è un mammifero che non possiede placenta durante lo sviluppo dell'embrione; al contrario, tali mammiferi si sviluppano in un uovo. Appartengono all'Ordine dei prototeri. Tra essi figura, ad esempio, l'ornitorinco. Nei metateri (marsupiali) la placenta è presente, ma in maniera transitoria, e il feto termina il suo sviluppo in un marsupio. I marsupiali vengono quindi talvolta qualificati come aplacentati, ma erroneamente.